# Stiftelsen Skånsk Framtid
Stiftelsen Skånsk Framtid (SSF) var en organisation som grundades 1989. 2015 slogs Stiftelsen ihop med Stiftelsen Skåneländska Flaggans Dag. 
Stiftelsens ändamål var att öka medvetandet för skåneländskt språk, kultur och identitet i Sverige och internationellt. Stiftelsen arbetade för att säkerställa kulturella, sociala och ekonomiska intressen för regionen Skåneland både i Sverige och Europa. SSF engagerade sig även i frågor gällande mänskliga rättigheter och främjandet av regionalism i EU och Sverige. 
Registreringen i Skandinavisk Vapenrulla av Skånelands flagga gjordes 1992 av SSF.

## Syfte
Sedan 2015 har Stiftelsen Skånsk Framtid som syfte att:
1. förvalta institutionerna Årets skåning och Skåneländska Flaggans Dag;
2. förvalta vetenskapliga dokument- och boksamlingar;
3. befrämja användningen av den regionala flaggan;
4. främja skåneländsk kultur och lyfta fram regionens historiska, kulturella och språkliga bakgrund;
5. understödja en utveckling mot en samlad Skånelandsregion med en högre grad av självstyre och kulturell autonomi.[1]

Organisationen arbetar politiskt (ej partipolitiskt) för att nå sina mål. Den har publicerat böcker och andra skrifter och har varit remissinstans i statliga utredningar om regionalt självstyre.

## Internationellt samarbete
Stiftelsen Skånsk Framtid var associerad medlem i Federal Union of European Nationalities (FUEN), som har rådgivande status i Europarådet, mellan 1991 och 2013. SFF representerade även Skåneland som medlem i Unrepresented Nations and Peoples Organisation (UNPO) mellan 1993 och 2011. 
SSF:s representantskap i dessa organisationer hade uttalat stöd från medlemsföreningen Föreningen Skåneländsk Framtid som 2007 ombildades till Skåneländsk Samling (numera upplöst).

## Utgivning
- 333 års-boken om Skånelandsregionen: historielös, försvarslös, framtidslös : [1658–1991] (1991), Örkelljunga: Settern.
- Skånelands flagga: historia och historier bakom den rödgula korsflaggan (1993) av Sven-Olle R Olsson, Marieholm.
- Regionalismen inför 2000-talet: en praktisk modell för decentralisering, fred, kulturell mångfald och ekonomisk utjämning (2000) av Göran Hansson och Peter Broberg, Marieholm.